# Уивер, Деннис
Уи́льям Де́ннис Уи́вер (William Dennis Weaver; 4 июня 1924, Джоплин, Миссури, США — 24 февраля 2006, Риджуэй, Колорадо, США) — американский актёр, известный по роли в телесериале «Дымок из ствола».

## Биография
С 1943 по 1946 год служил в авиации ВМС США.
В годы учёбы в университете Оклахомы Уивер занимался спортом, а в 1948 году на олимпийском отборе США по десятиборью он занял шестое место.
Его бродвейский дебют состоялся в пьесе «Вернись, малышка Шеба». Начиная с 1955 года и на протяжении девяти лет Уивер снимался в популярном американском телесериале «Дымок из ствола». За роль Честера Гуда в этом сериале в 1959 году он был удостоен премии «Эмми».
В 1971 году Уивер исполнил главную роль в телефильме Стивена Спилберга «Дуэль», где сыграл одинокого коммивояжёра, преследуемого на своём автомобиле огромным грузовиком. Другой его видной работой стала ведущая роль в телевизионном сериале «Макклауд» (1970—1977).
С 1973 по 1975 год Деннис Уивер занимал пост президента Гильдии киноактёров США.
Уивер был вегетарианцем и активным защитником окружающей среды — его собственный дом в Риджуэе состоял из повторно используемых материалов. Будучи известным энвайронменталистом, он основал образовательную организацию, которую назвал The Institute of Ecolonomics. Он также основал организацию под названием L.I.F.E., которая обеспечивала питанием 150 000 нуждающихся в неделю в Лос-Анджелесе.
Деннис Уивер умер в 2006 году от рака в возрасте 81 года.

## Избранная фильмография
- 1954 — Сети зла / Dragnet — капитан полиции Ар Эй Лорман
- 1954 — Мосты у Токо-Ри / Bridges at Toko-Ri — офицер воздушной разведки
- 1955 — Страх бури / Storm Fear — Хэнк
- 1955—1964 — Дымок из ствола / Gunsmoke — Честер
- 1958 — Печать зла / Touch of Evil — ночной портье
- 1960 — Часы доблести / The Gallant Hours — лейтенант коммандер Энди Лоу
- 1970—1977 — Макклауд / McCloud — Сэм Макклауд
- 1971 — Дуэль / Duel — Дэвид Манн
- 1983—1984 — Эмералд-Пойнт / Emerald Point N.A.S. — контр-адмирал Томас Мэллори
- 1994 — Борзые / Greyhounds — Ченз Уэйн
- 1995 — Коротышка и Огненный / Two Bits & Pepper — шериф Пратт
- 1998 — Побег из каньона Дикой Кошки / Escape from Wildcat Canyon — дедушка Флинт